# The Dust Brothers
The Dust Brothers sind ein US-amerikanisches Produzentenduo aus Südkalifornien, gegründet in den 1980er Jahren von John King („King Gizmo“) und Mike Simpson („E.Z. Mike“). Sie begannen ihre Produzententätigkeit im Studio des Plattenlabels Delicious Vinyl für Acts wie Young MC und Tone Lōc. 1997 eröffneten sie ihr Tonstudio The Boat in Silverlake, Los Angeles.
Sie produzierten Künstler wie die Beastie Boys, Beck, Rolling Stones und Linkin Park. Außerdem komponierten sie die Filmmusik zu Fight Club von David Fincher.

## Diskografie (Auswahl)

### Alben
- Beastie Boys – Paul’s Boutique (1989)
- Vince Neil – Carved in Stone (1995)
- Beck – Odelay (1996)
- Spawn – The Album (1997)
- Fight Club O.S.T
- Beck – Guero (2005)

### Singles
- Hanson – MMMBop (Single) (1997)
- Rolling Stones – Singles auf Album Bridges to Babylon